# Plaza de San Justo
La plaza de San Justo es un espacio público de la ciudad española de Segovia.

## Descripción
La plaza tiene entrada por la calle de Ochoa Ondátegui y salida por la Santa. Alberga la iglesia de los Santos Justo y Pastor. Aparece descrita en Las calles de Segovia (1918) de Mariano Sáez y Romero con las siguientes palabras:

San Justo (Plazuela de).—Se entra a esta plazuela por la calle de Ochoa Ondátegui y se sale a la Santa. La iglesia, situada en este paraje que le da designación, tiene un pequeño atrio y una severa y primitiva torre flanqueada de medias cañas en sus esquinas y adornada con dos series de arcos semicirculares, cerrados los de abajo y abiertos los superiores. Su ábside es sencillo y esbelto. En el interior sus capillas, son posteriores al románico, primitivo estilo de la iglesia y sus altares barrocos. Ultimamente se ha construído para pasar a la iglesia, desde la casa inmediata, un pasadizo para facilitar el culto a una reducida colectividad de Oblatas, que ha quitado el airoso aisladmiento del templo y afea visiblemente la plazuela. En San Justo se venera el célebre Cristo de los Gascones, cuyo culto y procesión el día de Viernes Santo corría a cargo de la Cofradía del Santo Entierro, compuesta de abogados y curiales y que fué disuelta, poco meditadamente, por el Obispo Miranda. Es curiosa la tradición de esta Santa Imagen. Parece ser que en tierras de la frontera franco-española, se disputaban dos pueblos la posesión del Santo Cristo, y decidieron cargar la Imagen sobre una yegua, dejando a esta en libertad de marchar por el camino libremente y acompañada de unos hombres armados, llamados gascones. Después de muchos días de camino, llegó la caballería a las puertas de esta iglesia donde despositó al Cristo y la yegua cayó muerta, pasando inexactamente, como dicho vulgar, que estaba enterrada a la entrada del pórtico. Se dió culto a la imagen del Santo Cristo yacente, encargándose de su cuidado la referida Cofradía y siendo muy venerada de los fieles del contorno. En esta iglesia fué bautizado San Alfonso Rodríguez. En la plazuela hay una fuente y hubo un buen pilón de abrevadero.
(Sáez y Romero, 1918, p. 164)